# Cryptococcus williamsi
Cryptococcus williamsi är en insektsart som beskrevs av Kosztarab och Hale 1968. Cryptococcus williamsi ingår i släktet Cryptococcus och familjen filtsköldlöss. Inga underarter finns listade i Catalogue of Life.